# ورزشگاه ملک عبدالله
ورزشگاه ملک عبدالله (به عربی:ستاد الملک عبدالله) ورزشگاه فوتبال در شهر بریده در کشور عربستان است.
این ورزشگاه در سال ۱۹۸۳ میلادی افتتاح شده است و گنجایش ۲۵٬۰۰۰ تماشاگر را دارد.